# Maurice Hennequin
Charles-Maurice Hennequin (10 de desembre del 1863 a Lieja – 3 de setembre del 1926 a Montreux) fou un escriptor i llibretista francés amb origen belga. Fill de l'escriptor Alfred Hennequin, fou conegut per escriure uns 100 vodevils.
Maurice debutà al teatre amb 19 anys, el 1882. Publicà les seves primeres obres sota el pseudònim M. Delreu, fins al 1886, que començà a escriure sota el seu nom. Tingué nombroses obres d'èxit, com Le Système Ribadier, escrita amb col·laboració amb Georges Feydeau, o Vous n'avez rien à déclarer?, que fou adaptada al català per Enric Martí Giol (sota el pseudònim Bonaplata Alentorn) i publicada amb el títol de ¿Porten res de pago?

## Obra dramàtica
- Vous n'avez rien à déclarer?
- Florette et Patapon
- Vingt jours à l'ombre
- Une grosse affaire
- Tais-toi, mon coeur!
- Le gant
- La gueule du loup
- Les dragées d'Hercule
- M'amour
- Nelly Rozier
- La famille Bolero
- Le Compartiment des dames seules